# Sokolniki (stacja metra linii Sokolniczeskiej)
Sokolniki (ros. Сокольники) – stacja moskiewskiego metra na linii Sokolniczeskiej. Zaprojektowana przez Iwana Taranowa i Nadieżdę Bykową, jest stacją płytko położoną ze sklepieniem opartym na kolumnach. Stacja umożliwia przesiadkę na przystanek o tej samej nazwie na linii Bolszej Kolcewej.